# الجيئة (الملاح)

تعديل مصدري - تعديل

الجيئة هي إحدى قرى عزلة الملاح بمديرية الملاح التابعة لمحافظة لحج، بلغ تعداد سكانها 190 نسمة حسب تعداد اليمن لعام 2004.